# Römerstein, Baden-Württemberg
Römerstein är en kommun (tyska Gemeinde) i Landkreis Reutlingen i delstaten Baden-Württemberg i Tyskland. Kommunen består av ortsdelarna (tyska Ortsteile) Böhringen, Donnstetten och Zainingen. Folkmängden uppgår till cirka 4 100 invånare, på en yta av 46,04 kvadratkilometer.
Kommunen ingår i kommunalförbundet Bad Urach tillsammans med staden Bad Urach och kommunerna Grabenstetten och Hülben.

## Befolkningsutveckling
| Befolkningsutvecklingen i Römerstein 1975–2015 | Befolkningsutvecklingen i Römerstein 1975–2015 | Befolkningsutvecklingen i Römerstein 1975–2015 | Befolkningsutvecklingen i Römerstein 1975–2015 | Befolkningsutvecklingen i Römerstein 1975–2015 |
| ---------------------------------------------- | ---------------------------------------------- | ---------------------------------------------- | ---------------------------------------------- | ---------------------------------------------- |
|                                                |                                                |                                                |                                                |                                                |
| År                                             |                                                |                                                | Folkmängd                                      | Areal (ha)                                     |
| 1975                                           | 1975                                           |                                                | 3 281                                          | 4 595                                          |
| 1980                                           | 1980                                           |                                                | 3 422                                          | 4 596                                          |
| 1985                                           | 1985                                           |                                                | 3 409                                          |                                                |
| 1990                                           | 1990                                           |                                                | 3 610                                          | 4 605                                          |
| 1995                                           | 1995                                           |                                                | 3 759                                          |                                                |
| 2000                                           | 2000                                           |                                                | 3 829                                          |                                                |
| 2005                                           | 2005                                           |                                                | 3 911                                          |                                                |
| 2010                                           | 2010                                           |                                                | 3 911                                          | 4 604                                          |
| 2015                                           | 2015                                           |                                                | 3 984                                          |                                                |
|                                                |                                                |                                                |                                                |                                                |